# Setodes akilbicha
Setodes akilbicha är en nattsländeart som beskrevs av Schmid 1987. Setodes akilbicha ingår i släktet Setodes och familjen långhornssländor. Inga underarter finns listade i Catalogue of Life.